# شهرستان پوموری
شهرستان پوموری (به بلغاری: Pomorie Municipality) یک شهرستان در بلغارستان است که در استان بورگاس واقع شده‌است.